# Seni Pramoj
Mom Rajawongse Seni Pramoj (in lingua thai: หม่อมราชวงศ์เสนีย์ ปราโมช, trascrizione IPA: [seːˈniː praːˈmoːt]) (Bangkok, 20 maggio 1905 – Bangkok, 28 luglio 1997) è stato un politico, giurista e avvocato thailandese.
Ebbe un ruolo fondamentale durante la seconda guerra mondiale nel preservare il proprio Paese dall'attacco degli Stati Uniti, collaborando con le autorità di Washington e fondando Seri Thai, principale movimento di resistenza all'invasione giapponese della Thailandia.
Dopo il conflitto, fu per quattro volte primo ministro e uno dei primi aderenti al Partito Democratico di Thailandia. Membro di un ramo cadetto della famiglia reale, era trisnipote di re Rama I, fondatore della dinastia Chakri, e di re Anuvong, ultimo sovrano del Regno di Vientiane.

## Biografia

### Famiglia e istruzione
Era figlio del principe Khamrob e della nobile Daeng Bunnag, ed era fratello maggiore di Kukrit, che a sua volta sarebbe diventato primo ministro di Thailandia. Dopo aver compiuto gli studi primari e secondari a Bangkok, si trasferì al Trent College del Derbyshire, in Inghilterra. Proseguì gli studi ottenendo prima il bachelor in Giurisprudenza al Worcester College dell'Università di Oxford, per poi diventare barrister all'Accademia del Gray's Inn di Londra; ricevette la laurea con un encomio speciale del re Giorgio V del Regno Unito.

### Carriera professionale
Al ritorno in patria, integrò quanto imparato in Inghilterra studiando la legge thailandese. Dopo sei mesi di apprendistato alla corte suprema, iniziò a lavorare come giudice alla corte di giustizia civile. Divenne giudice alla corte suprema e alla corte d'appello, prima di passare al Ministero degli Esteri, Si trasferì poi con la moglie Usana negli Stati Uniti, con la carica di ambasciatore della Thailandia.

### Movimento Seri Thai
La mattina dell'8 dicembre 1941, la Thailandia fu invasa dalle truppe dell'Impero del Giappone, che poche ore dopo avrebbero sferrato l'attacco di Pearl Harbor contro gli Stati Uniti. Il primo ministro thailandese, il feldmaresciallo Plaek Phibunsongkhram (conosciuto anche come Phibun), ordinò il cessate il fuoco verso mezzogiorno e siglò l'armistizio, concedendo ai giapponesi l'uso delle installazioni militari del Paese per l'invasione della Malaysia e della Birmania, a quel tempo in mano ai britannici. Il successivo 21 dicembre, i rappresentanti di Thailandia e Giappone firmarono un'alleanza che impegnava i giapponesi ad aiutare i thai a riconquistare territori ceduti da Rama V ai britannici, ed i thai a dare supporto all'espansionismo di Tokyo. Il mese successivo iniziarono i bombardamenti alleati su Bangkok e, il 25 gennaio 1942, il governo thai dichiarò guerra a Stati Uniti e Regno Unito, entrando così nella seconda guerra mondiale.

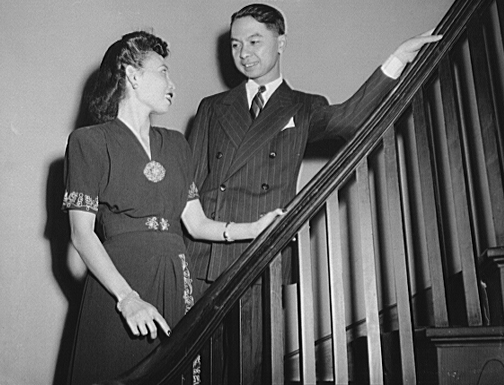
L'ambasciatore di Thailandia Seni Pramoj e la moglie Usana a Washington nel 1944.

L'ambasciatore thailandese a Londra consegnò la dichiarazione alle autorità locali, ma Seni si rifiutò di farlo. Il precedente 8 dicembre, dopo aver incontrato il Segretario di Stato Cordell Hull, si era riunito con il personale dell'ambasciata thai ed era stato deciso all'unanimità di appoggiare gli Stati Uniti nel conflitto. Nel pomeriggio comunicò l'esito della riunione al Dipartimento di Stato, offrendo i servizi del personale dell'ambasciata alla causa statunitense. Richiese che non venissero bloccati i conti bancari thailandesi negli Stati Uniti e promise che nel proprio Paese un gruppo di patrioti avrebbe creato un libero governo segreto e combattuto l'occupazione giapponese. In questo modo fondò il movimento Seri Thai (Thailandia libera), che ben presto cominciò a raccogliere adesioni in patria, oltreché tra i thailandesi residenti negli Stati Uniti e nel Regno Unito.
Il Dipartimento di Stato ritenne credibile la proposta di Seni e continuò a considerarlo il rappresentante ufficiale del regno, consentendogli di attingere fondi dai conti thailandesi. A quel tempo, il re Ananda Mahidol aveva solo 16 anni e studiava in Svizzera; il suo reggente era Pridi Banomyong, che si rifiutò di controfirmare la dichiarazione di guerra. In virtù delle prese di posizione di Pridi e Seni, gli Stati Uniti non entrarono mai ufficialmente in guerra con il regno. Nella lista di patrioti anti-giapponesi affidabili che Seni consegnò al Dipartimento di Stato, oltre a Pridi figuravano i politici Khuang Aphaiwong e Wilat Osathanon, e i diplomatici Phraya Sisena e Direk Jayanama.
Negli Stati Uniti, Seni pose segretamente in atto un piano di mobilitazione di volontari thailandesi a supporto delle operazioni alleate, che furono addestrati dall'Office of Strategic Services (OSS, il precursore della CIA). Molti dei thai che si trovavano negli Stati Uniti, perlopiù studenti universitari, aderirono al movimento Seri Thai, considerando nemici i giapponesi invasori e rifiutandosi di tornare in patria. In Thailandia, il movimento Seri Thai dovette agire segretamente e fu monopolizzato da Pridi, considerato il padre della democrazia nel Paese e già a capo della fazione civile nella rivoluzione siamese del 1932, che aveva costretto re Prajadhipok a concedere la costituzione. Quando le sorti del conflitto cominciarono a farsi critiche per il Giappone, nel giugno del 1944 Phibun fu costretto a dimettersi e venne formato un governo civile, a capo del quale fu posto il conservatore Khuang Aphaiwong.

### Primo ministro nell'immediato dopoguerra
Seni tornò in Thailandia il 17 settembre 1945, e lo stesso giorno fu posto a capo del primo governo non influenzato dai militari nella storia del Paese. La legge che fece emanare sulla persecuzione dei criminali di guerra, scongiurò il rischio che la Thailandia divenisse un protettorato britannico e consentì ai politici e ai generali che si erano compromessi con gli alleati giapponesi di essere giudicati in patria. In qualità di reggente, Pridi annullò le dichiarazioni di guerra del governo di Phibun, permettendo alla Thailandia di mantenere una posizione di prestigio. L'esecutivo era egemonizzato dagli uomini di Pridi, con i quali l'aristocratico Seni si rese presto conto di non essere in armonia, in particolare con i ministri Tiang Sirikhanth e Sanguan Tularaksa. A loro volta, i membri del governo legati a Pridi, vedevano in Seni un conservatore non al passo con la realtà politica di quel momento. Pridi continuò ad acquisire potere e la sua presenza divenne ingombrante per l'orgoglioso Seni, scatenando un'animosità che avrebbe finito per compromettere l'unità della fazione civile della politica thailandese.
Una speciale legge del 1945 portò allo scioglimento del parlamento il 15 ottobre 1945; anche l'esecutivo fu sciolto quello stesso giorno, ma rimase operativo fino alla nomina del nuovo governo, che sarebbe avvenuta il 31 gennaio del 1946. Il 1º gennaio del 1946, venne ufficialmente firmata la pace con il Regno Unito e con l'India britannica, che comportò l'obbligo da parte della Thailandia del pagamento di un pesante risarcimento per danni di guerra. Nel periodo in cui Seni fu primo ministro, il Paese riprese il nome Siam, che aveva avuto fino al 24 giugno 1939, quando era stato chiamato Thailandia dai nazionalisti per sottolineare che era lo Stato dell'etnia thai..

### Opposizione a Pridi Banomyong
In vista delle consultazioni del 6 gennaio 1946, i fratelli Pramoj fondarono il Partito del Progresso, che si oppose alla coalizione guidata da Pridi. Quest'ultima si aggiudicò le elezioni e Pridi fece nominare primo ministro Khuang Aphaiwong, mentre a Seni venne affidato il Ministero degli Esteri. Questo esecutivo ebbe vita breve, fu messo in minoranza in parlamento su una legge per le spese pubbliche e si sciolse il 18 marzo 1946. Il nuovo governo venne affidato a Pridi il successivo 24 marzo. Khuang Aphaiwong passò all'opposizione e il 6 aprile fondò il Partito Democratico, di ispirazione conservatrice e monarchica, nel quale poco dopo confluì il Partito Progressista dei Pramoj.
Nei due anni successivi, Seni portò avanti una campagna volta a screditare Pridi. Fece aprire un'indagine riguardante la somma di 500.000 dollari che aveva prelevato dai conti thailandesi in America e fatto pervenire in patria attraverso l'OSS, sostenendo che era stata ricevuta da Pridi e spesa per fini diversi da quelli concordati. La commissione che svolse l'indagine concluse che non vi era stato alcun vizio e che i cittadini dovevano essere grati per il modo in cui i vertici del Seri Thai nel Paese avevano gestito le proprie attività. Seni accolse l'esito dell'indagine con rabbia.
Il re Ananda Mahidol aveva fatto ritorno in Thailandia tra l'esultanza del popolo nel dicembre 1945, e Pridi aveva lasciato la reggenza per dedicarsi al governo. Il 9 giugno 1946, il giovane sovrano fu trovato morto nel suo letto con un proiettile in testa in uno degli edifici del Grande Palazzo Reale, in circostanze tuttora avvolte dal mistero. Quello stesso giorno fu nominato re Bhumibol Adulyadej (Rama IX), fratello minore di Ananda Mahidol. Il luttuoso evento danneggiò pesantemente il prestigio di Pridi; l'opposizione, e in particolare Seni, fecero circolare la voce che fosse il mandante del regicidio. Malgrado non vi fosse alcuna prova, il successivo 23 agosto Pridi rassegnò le dimissioni adducendo motivi di salute, affidò il governo al proprio alleato, il retroammiraglio Thawan Thamrongnawasawat, ed intraprese un lungo viaggio all'estero.

### Dittature militari
Nel novembre del 1947, il Partito Democratico appoggiò il colpo di Stato militare che pose fine al governo di Thawan Thamrongnawasawat e alla carriera politica di Pridi, il quale avrebbe passato il resto della vita in esilio. Il colpo di Stato fu realizzato dal generale Phin Chunhawan, che favorì la riabilitazione del dittatore Phibun. A capo del governo fu nuovamente posto il leader del Partito Popolare Khuang Aphaiwong, mentre a Seni fu assegnato il dicastero della Giustizia. La fazione militare di Chunhawan e Phibun, insoddisfatta della gestione di Khuang, lo costrinse alle dimissioni l'8 aprile del 1948 e lo fece sostituire dallo stesso Phibun, che avrebbe monopolizzato la scena politica fino al 1957.
Sia nel periodo della dittatura di Phibun, che in quelli delle successive dittature militari di Sarit Thanarat (fino al 1963) e di Thanom Kittikachorn (fino al 1973), il Partito Democratico rimase ai margini della vita politica thailandese. Seni rimase al vertice del partito ma fu molto impegnato anche nella professione di avvocato. Si distinse inoltre anche come saggista, scrivendo diversi libri di giurisprudenza e letteratura. Nel 1968 fu promulgata una nuova costituzione e Seni divenne il leader del Partito Democratico, al quale impose una politica di rinnovamento necessaria dopo i molti anni di isolamento imposto dalle dittature.

### Fine della dittatura e instabilità del Paese
Le imponenti sollevazioni studentesche dell'ottobre 1973 posero fine alla dittatura militare di Thanom e favorirono il ritorno della democrazia nel Paese. I partiti politici ripresero potere e Seni tornò ad essere protagonista. La situazione politica nazionale, con varie tendenze che frammentarono la parte civile della società e con la riorganizzazione di diverse fazioni militari, rese difficile il governo del giurista Sanya Dharmasakti, il primo del dopo-dittatura.
Le élite che ruotavano attorno all'aristocrazia e ai vertici militari si stavano ricompattando, nel timore che il comunismo dilagasse come stava succedendo nei vicini Vietnam, Laos e Cambogia dopo il ritiro delle forze armate statunitensi dalla guerra del Vietnam. Tali timori erano alimentati dall'aumento dell'attività della guerriglia comunista nell'Isan, nel nordest del Paese. A partire dal 1974, si erano infittite le azioni provocatorie di nuove organizzazioni dell'estrema destra di ispirazione nazionalistica, religiosa e monarchica. Tra queste organizzazioni, si distinsero il movimento Nawaphon, ed i gruppi paramilitari dei Gaur Rossi e degli Scout del Villaggio, organizzati dall'unità antiguerriglia dell'esercito chiamata Comando Operazioni per la Sicurezza Interna.
I vari governi che seguirono la dittatura di Thanom ebbero il timore di privare i militari dei privilegi che storicamente detenevano e questi poterono agire indisturbati. Non riuscirono inoltre a risolvere la crisi economica in cui si trovava il Paese. La classe media si lamentò per essere uscita indebolita economicamente e socialmente dal cambiamento politico. Gli studenti e le sinistre, euforici dopo il trionfo del 1973, furono delusi per le mancate riforme e per il perdurare della presenza di militari statunitensi in Thailandia, dove erano stanziati da diversi anni per sostenere le operazioni nella guerra del Vietnam. Le classi più povere, in particolare i contadini, soffrirono e protestarono per l'aggravarsi delle condizioni economiche del Paese.

### Il mandato del 1975
Il Partito Democratico si aggiudicò una risicata maggioranza relativa alle elezioni del gennaio 1975 e Seni, che ne era diventato il leader, fu nominato capo del governo di coalizione il 15 febbraio. Dovette rassegnare le dimissioni il successivo 13 marzo, dopo che il parlamento bocciò le riforme proposte dall'esecutivo. Il governo seguente fu affidato a Kukrit Pramoj, il fratello di Seni, che nel 1974 aveva fondato il Partito di Azione Sociale, raccogliendo l'ala più progressista del Partito Democratico. Formò una coalizione con le destre e provò inutilmente a porre freno al clima di violenza che si era instaurato
Gli scioperi e le grandi dimostrazioni del gennaio del 1976 sgretolarono la maggioranza parlamentare, e ai vertici delle forze armate molti cominciarono a pensare che fosse necessario un nuovo colpo di Stato. Lo sciopero generale indetto contro l'aumento del prezzo del riso costrinse Kukrit ad accettare le richieste dei sindacati, tra le veementi proteste delle destre. Lo scontro si acuì quando un gruppo di dissidenti del Partito Democratico si ritirò dalla coalizione governativa per schierarsi con le opposizioni di sinistra. Il generale Boonchai pose il veto alla formazione di una coalizione governativa di sinistra, obbligando Kukrit a dissolvere il parlamento e ad indire nuove elezioni, fissate per il 4 aprile.

### I due mandati del 1976
Il Partito Democratico, spalleggiato dagli USA e dal generale Krit Srivara, eroe popolare durante le sommosse del 1973, vinse le elezioni ottenendo il 40% dei voti ed il governo fu nuovamente affidato a Seni Pramoj. La campagna elettorale era stata particolarmente violenta, venne funestata da 30 omicidi politici ed il Partito del maggior generale Pramarn Adireksarn Nazione Thai lanciò lo slogan "la destra uccide la sinistra". Il Partito di Azione Sociale di Kukrit tornò all'opposizione, mentre le sinistre subirono una grande sconfitta. Il generale Krit morì il 28 aprile 1976, una settimana dopo essere stato nominato ministro della Difesa, ed il suo posto fu preso dal generale Tawich Senivansa, alleato di Pramarn.
Fu a questo punto che Pramarn progettò il rientro dall'esilio del dittatore Thanom, sperando di provocare sommosse popolari che gli sarebbero servite da pretesto per realizzare il colpo di Stato. Seni cercò di scongiurare tale eventualità togliendo l'incarico di ministro della Difesa a Tawich, una mossa ampiamente criticata dal ministro dell'Interno Samak Sundaravej, coinvolto nel complotto di Pramarn, che si dimise il seguente 23 settembre. Seni sciolse l'esecutivo e ne formò un altro due giorni dopo. L'arrivo a Bangkok dell'ex dittatore Thanom, avvenuto il 19 settembre, fu il preludio del dramma che si sarebbe consumato il 6 ottobre. Quando il re si recò a visitare Thanom, Seni Pramoj presentò le dimissioni da capo del governo, che furono respinte dal parlamento.

### Il massacro dell'Università Thammasat e ritorno della dittatura
Gli studenti si riunirono a protestare contro Thanom nella centrale piazza Sanam Luang di Bangkok il 30 settembre, spostandosi poi all'interno della vicina Università Thammasat. La manifestazione si protrasse nei giorni successivi ed il 6 ottobre la polizia e gruppi paramilitari penetrarono nell'ateneo e compirono una strage tra i manifestanti passata alla storia come il massacro dell'Università Thammasat. Le cifre rese note dal governo thailandese furono di 46 morti e 167 feriti. Una stima non ufficiale di oltre 100 morti fu fatta dall'associazione di volontari che portarono via i cadaveri. Nel pomeriggio, i responsabili della strage e i membri delle organizzazioni che li appoggiavano si recarono alla sede del governo, dove chiesero ed ottennero le dimissioni di Seni.
In quei giorni era stato creato il Consiglio Nazionale di Riforma Amministrativa (CNRA), una giunta militare composta da 24 membri e presieduta da Sangad Chaloryu, che nel governo insediatosi il 25 settembre era stato nominato ministro della Difesa. Alle 18:30 del 6 ottobre, poche ore dopo la conclusione del massacro, la giunta del CNRA prese il potere, precedendo così il golpe della fazione di destra più estrema comandata da Pramarn. Fu sciolto il parlamento, abolita la costituzione e furono arrestati svariati oppositori. Due giorni dopo, con l'appoggio del CNRA, il re nominò primo ministro il presidente della corte suprema Thanin Kraivichien, che formò uno dei più feroci governi filo-monarchici ed anti-comunisti nella storia della Thailandia.
Fu riformato il parlamento con la nomina di deputati graditi dalla giunta, venne stilata una nuova costituzione (promulgata il 22 ottobre 1976) e fu programmato un graduale ritorno alla democrazia in un lasso di tempo di 12 anni. Giornali e televisioni furono posti al vaglio della censura, ed alcuni furono fatti chiudere. La nuova costituzione garantì un potere enorme al primo ministro, che veniva investito anche di alcune prerogative tipiche del potere giudiziario, ma stabilì anche che sia il primo ministro sia il parlamento fossero sotto il controllo della giunta.

### Uscita dalla scena politica
Nei tre anni successivi, Seni si dedicò alla ristrutturazione del partito, adeguandolo ai livelli standard internazionali di amministrazione pubblica e promuovendo l'apertura di nuove sedi in tutto il territorio nazionale. Il nuovo governo del generale Kriangsak Chomanan, insediatosi nel 1977, programmò nuove elezioni per il 1979. I risultati inferiori alle attese che il Partito Democratico ottenne in tali consultazioni, indussero Seni a lasciare la leadership del partito in quello stesso anno e a concentrarsi sulla carriera professionale.